# Актив (разведка)
В разведке активами (англ. asset) называются лица в организациях или странах, к котрым разведка проявляет интерес, предоставляющие секретную информацию, или оказывающие другие услуги разведслужбе. Иногда их называют негласными информаторами.
Существуют различные категории негласных инфоматоров:
- Готовы работать на иностранное правительство по идеологическим причинам, например, будучи противниками собственного правительства, но при этом жить в стране, где не допускается политическая оппозиция. Они могут решить сотрудничать с иностранной державой, чтобы изменить свою собственную страну.
- Работают на правительство в сфере международных отношений и передают служебную информацию разведке своей страны.
- Работа ради денег. Спецслужбы часто платят хорошие деньги людям, занимающим важные должности и готовым выдать доступные им служебные тайны.
- Завебованные в результате шантажа.
- Не имеющие представления о том, что спецслужбы их используют (по выражению Ленина, «полезные идиоты»).